# Erik Bladström
Bror Erik Alvar Bladström (* 29. März 1918 in Västervik; † 21. Mai 1998 ebenda) war ein schwedischer Kanute.

## Erfolge
Erik Bladström wurde Olympiasieger bei den Olympischen Spielen 1936 in Berlin im Zweier-Kajak mit dem Faltboot. Auf der Regattastrecke Berlin-Grünau gehörten er und Sven Johansson zu dem insgesamt 13 Booten umfassenden Teilnehmerfeld der 10.000-Meter-Distanz. In einer Rennzeit von 45:48,9 Minuten überquerten sie als Erste die Ziellinie, 0,3 Sekunden vor den Deutschen Willi Horn und Erich Hanisch und 23,5 Sekunden vor den Brüdern Cornelis und Pieter Wijdekop aus den Niederlanden.
Zwei Jahre darauf gewannen Bladström und Johansson bei den Weltmeisterschaften 1938 in Vaxholm in derselben Disziplin die Silbermedaille.